# Provincia de Ulytau
Ulytau (en kazajo: Ұлытау облысы) es una de las diecisiete provincias que, junto con las tres ciudades independientes, conforman la República de Kazajistán. Su capital es la ciudad de Zhezkazgan. Limita con los oblys de Turkestán al sur, Kyzylorda al suroeste, Jambyl al sureste, Aktobé al oeste, Kostanay al noroeste y Karagandá al norte y al este.

## Historia
El presidente kazajo, Kasim-Yomart Tokáev, anunció su creación el 16 de marzo de 2022. El área se separó de la provincia de Karagandá cuando el decreto de Tokáev entró en vigor el 8 de junio de 2022. El 11 de junio de 2022, Berik Bakhytovich Abdygaliev fue nombrado akim (gobernador) de la provincia.

## División administrativa

Límites y división administrativa de la provincia de Ulytau.

La provincia se divide en dos distritos y tres ciudades.